# All or Nothing (Milli Vanilli)
All or Nothing è il primo album in studio del gruppo musicale Milli Vanilli, pubblicato nel 1988 in Europa.

## Descrizione
Il disco fu un moderato successo nelle classifiche fino a quando non venne ristampato per il mercato americano come Girl You Know It's True, con una lista tracce differente e alcuni singoli remixati. Nel Regno Unito fu confezionato insieme a The U.S.-Remix Album: All or Nothing con il titolo 2×2 e raggiunse il sesto posto in classifica.

## Eredità
Dal 1990 sulla copertina è stato posto un adesivo con i nomi dei veri cantanti, per via delle accuse di playback ai due frontmen Fab Morvan e Rob Pilatus, i quali non hanno prestato la loro voce su disco. Da allora vengono accreditati unicamente come performer visuali. Nel 2006 la rivista Q ha inserito All or Nothing nella lista dei 50 album peggiori di sempre.

## Tracce
1. Can't You Feel My Love (Toby Gad, Jens Gad) – 3:32
2. Boy in the Tree (T. Gad, J. Gad) – 3:10
3. Money (Frank Farian, Michael Newman, Kerim Saka) – 4:09
4. Dance with a Devil (Farian, P. G. Wilder, Newman, Jayne Collins) – 3:12
5. Girl I'm Gonna Miss You (Farian, Dietmar Kawohl, Phil Bishop) – 3:59
6. All or Nothing (Farian, Wilder, Brad Howell) – 3:19
7. Baby Don't Forget My Number (Farian, Nail) – 4:09
8. Dreams to Remember (Farian, Kawohl, Mary Applegate) – 3:56
9. Is It Love (T. Gad, J. Gad) – 3:22
10. Ma Baker (Farian, Fred Jay, George Reyam) – 4:24
11. Girl You Know It's True (maxi version - super club mix; Bill Pettaway, Sean Spencer, Kevin Lyles, Rodney Hollaman, Ky Adeyemo) – 8:08
12. Hush (Joe South) – 3:12
13. Too Much Monkey Business (maxi version - bonus track; Farian) – 1:48

## Formazione
- Charles Shaw - voce, cori
- Brad Howell - voce
- Mel Collins - sassofono
- Curt Cress - batteria
- Jens Gad, Peter Weihe - chitarre
- Rob Pilatus, Fab Morvan - visual
- P.G. Wilder, Toby Gad, Pit Loew, Volker Weihe - tastiere